# Герб Глинська
Герб Гли́нська затверджений 24 травня 2006 р. рішенням II сесії Глинської сільської ради V скликання.

## Опис
У червоному полі золоте серце з двома чорними стрілами в косий хрест вістрями донизу, що супроводжується вгорі золотою короною. Щит обрамований декоративним картушем і увінчаний червоною міською короною з трьома вежками.
Автор реконструкції герба — О. Лісниченко.